# Espagne aux Jeux olympiques d'été de 2004
L'Espagne participe aux Jeux olympiques d'été de 2004 à Athènes. Il s'agit de sa 20e participation à des Jeux d'été.

## Liste des médaillés espagnols

### Médailles d'or
| Sport              | Discipline                    | Sportifs                       | Performance    |
| ------------------ | ----------------------------- | ------------------------------ | -------------- |
| Médailles d'or : 3 |                               |                                |                |
| Canoë              | Canoë monoplace C1 1000 m (H) | David Cal                      | 3 min 46 s 201 |
| Gymnastique        | Saut de cheval (H)            | Gervasio Deferr                | 9,737          |
| Voile              | 49er                          | Xabier Fernández Iker Martínez |                |

### Médailles d'argent
| Sport                   | Discipline                   | Sportifs                                                             | Performance     |
| ----------------------- | ---------------------------- | -------------------------------------------------------------------- | --------------- |
| Médailles d'argent : 11 |                              |                                                                      |                 |
| Athlétisme              | 20 km marche (H)             | Francisco Javier Fernández                                           | 1 h 19 min 45 s |
| Canoë                   | Canoë monoplace C1 500 m (H) | David Cal                                                            | 1 min 46 s 723  |
| Cyclisme sur piste      | Course aux points            | Joan Llaneras                                                        | 82 pts          |
| Cyclisme sur piste      | Keirin                       | José Antonio Escuredo                                                |                 |
| VTT                     | VTT Cross-country            | José Antonio Hermida                                                 | 2 h 16 min 2 s  |
| Équitation              | Dressage par équipe          | Beatriz Ferrer Salat Juan Antonio Jimenez Ignacio Rambla Rafael Soto |                 |
| Voile                   | Finn (H)                     | Rafael Trujillo                                                      |                 |
| Voile                   | Dériveur double 470 (F)      | Sandra Azón Natalia Vía Dufresne                                     |                 |
| Tir                     | Trap (F)                     | María Quintanal                                                      | 84              |
| Tennis                  | Double (F)                   | Conchita Martínez Virginia Ruano Pascual                             | 3-6, 3-6        |
| Beach volley            | Hommes                       | Javier Bosma Pablo Herrera                                           | 0-2             |

### Médailles de bronze
| Sport                   | Discipline                 | Sportifs                                                          | Performance    |
| ----------------------- | -------------------------- | ----------------------------------------------------------------- | -------------- |
| Médailles de bronze : 6 |                            |                                                                   |                |
| Athlétisme              | Saut en longueur (H)       | Joan Lino Martínez                                                | 8,32 m         |
| Athlétisme              | Lancer du poids (H)        | Manuel Martínez Gutiérrez                                         | 20,84 m        |
| Cyclisme sur piste      | Poursuite individuelle (H) | Sergi Escobar                                                     | 4 min 17 s 947 |
| Cyclisme sur piste      | Poursuite par équipe (H)   | Carlos Castaño Panadero Sergi Escobar Asier Maeztu Carlos Torrent | 4 min 5 s 523  |
| Équitation              | Dressage individuel        | Beatriz Ferrer Salat                                              |                |
| Gymnastique             | Exercices au sol (F)       | Patricia Moreno                                                   | 9,487          |

## Athlètes engagés

### Canoë-kayak
- Jana Smidakova

### Hockey sur gazon
Effectif féminin
Sélectionneur : Pablo Usoz
1. María Jesús Rosa (Gardienne)
2. Rocío Ybarra
3. Bárbara Malda
4. Mónica Rueda
5. Silvia Bonastre
6. María del Carmen Martín
7. Marta Prat
8. Silvia Muñoz
9. Lucía López
10. María del Mar Feito
11. Maider Tellería
12. Erdoitza Goikoetxea
13. Núria Camón
14. Ana Pérez
15. Maider Luengo
16. Esther Termens